# Santa Cruz (banda)
Santa Cruz é uma banda de glam metal originária da Finlândia, formada em 2007.

## Discografia

### Álbuns de estúdio
- Screaming for Adrenaline (2013)
- Santa Cruz (2015)
- Bad Blood Rising (2017)
- Katharsis (2019)

### Singles
- Relentless Renegades (2013)
- Nothing Compares to You (2013)
- We Are the Ones to Fall (2014)
- Wasted And Wounded (2014)
- My Remedy (2015)
- Skydiving Without a Parachute (2016)
- Drag Me Down (2016)
- River Phoenix (2017)
- Young Blood Rising (2017)
- Changing of Seasons (2019)
- Tell Me Why (2019)
- Into the War (2019)
- Testify (2019)

### EPs
- Another Rush of Adrenaline (2009)
- Anthems for the Young 'n' Restless (2011)